# راس النقيل (المخادر)

تعديل مصدري - تعديل

راس النقيل محلة تابعة لقرية المشماس، التابعة لعزلة بني سرحة بمديرية المخادر إحدى مديريات محافظة إب في الجمهورية اليمنية، بلغ تعداد سكانها 110 حسب تعداد اليمن لعام 2004.